# Bom Jesus (Santa Catarina)

Bom Jesus este un oraș în Santa Catarina (SC), Brazilia.